# 26234 Leslibrinson
26234 Leslibrinson este un asteroid din centura principală de asteroizi.

## Descriere
26234 Leslibrinson este un asteroid din centura principală de asteroizi. A fost descoperit pe 17 august 1998 la Socorro, New Mexico, în cadrul proiectului LINEAR. Asteroidul prezintă o orbită caracterizată de o semiaxă mare de 2,42 ua, o excentricitate de 0,08 și o înclinație de 5,6° în raport cu ecliptica.